# 淡黄花鸡嘴嘴
淡黄花鸡嘴嘴（学名：Oxytropis bicolor var. luteola）为豆科棘豆属下的一个变种。